# Viola e Tambor
Viola e Tambor (Guitarra y Tambor em espanhol | Guitar & Drum em inglês) é uma série de animação produzida pelos estúdios Hype Animation (Brasil) e PunkRobot (Chile). A atração fez sua estreia mundial no canal Disney Junior (América Latina) no dia 19 de novembro de 2019. Voltada para o público pré-escolar - com idades de três a seis anos - Viola e Tambor conta a história de dois instrumentos musicais que são amigos inseparáveis. Eles vivem em uma pequena cidade com outros instrumentos, onde brincam e se divertem em diversas aventuras com seus amigos. O programa celebra a diversidade com episódios que reforçam conceitos como autoestima, empatia, amizade e trabalho em equipe.

## Produção
A direção ficou a cargo da dupla estreante Antonia Herrera e María Elisa Soto-Aguilar, sócias da PunkRobot, estúdio responsável pelo curta Historia de un oso (2014), primeira animação latino-americana a vencer um Óscar. Gabriel Garcia (Hype Animation) e Pato Escala (PunkRobot) dividem a produção executiva. O financiamento é do fundo do Conselho Nacional Chileno, Fondo CNTV Universidade de las Américas (UDLA, Chile) e Banco Nacional do Desenvolvimento, BNDES Procult (Brasil).
Viola e Tambor tem distribuição da multinacional 9 Story. Com escritórios em Toronto, Nova Iorque, Dublin, Manchester e Bali, a 9 Story Media Group representa marcas como Barney e Seus Amigos e Garfield.
Em 2020, Viola e Tambor foi premiada na categoria séries latino-americanas no 9ª edição do Festival Internacional de Animação Chilemonos (Chile).

## Sinopse
Viola e Tambor adoram brincar, dançar e fazer músicas juntos. Embora sejam muito diferentes um do outro, eles são melhores amigos! Viola é muito extrovertida e adora conversar, enquanto Tambor é um pouco mais quieto e observador. Ambos vivem em uma pequena cidade junto com outros instrumentos musicais (e uma Abacaxi!), onde vivem diversas aventuras. Viola e Tambor é uma série pré-escolar que celebra a diversidade. Através de uma variedade de personagens que são diferentes em suas particularidades, 'Viola e Tambor procura demonstrar como nossas diferenças nos fazem especiais e nos empoderam para construir um mundo melhor. Cada instrumento musical tem um som único, que quando juntos, fazem uma bela melodia. Os episódios reforçam conceitos como autoestima, empatia, amizade, trabalho em equipe e muitos outros.

## Personagens

### Viola
Viola é uma menina de seis anos extrovertida, confiante e tagarela. Ela gosta de conhecer novos amigos, fazer música e dançar. É muito otimista, entusiasmada e um pouco impulsiva. Às vezes ela pode ser um pouco impaciente e teimosa, mas sempre com as melhores intenções. Ela quer ajudar os outros o tempo todo e tenta envolvê-los em suas ideias. Seu entusiasmo constante, junto com sua impaciência e atitude determinada, às vezes não a deixa ver o que outro personagem realmente precisa ou sente. Felizmente, ela tem seu melhor amigo Tambor ao seu lado, para auxiliá-la a encontrar o caminho certo para ajudar os outros. Viola pensa muito em si mesma, às vezes superestimando suas próprias capacidades.

### Tambor
Mesmo com apenas cinco anos de idade, Tambor é um menino muito perspicaz e inteligente. Muito positivo e curioso, sempre observa cuidadosamente tudo ao seu redor. Tambor não fala, mas se expressa muito bem através de ações, assobiando e batendo em seu próprio tambor para fazer sons diferentes. Ele adora sorvete, trens e qualquer coisa que tenha rodas. Ele é um bom patinador e gosta de tirar fotografias. É ótimo em solucionar problemas, graças à sua personalidade observadora e introvertida. Tambor está sempre com sua melhor amiga Viola, que o encoraja a novas aventuras com seu entusiasmo. Juntos, compartilham seu amor pela música e pela dança, sempre se divertindo muito.

### Trixie
Uma menina de seis anos pequena e distraída, mas muito confiante. Ela é madura e tenta ser organizada e responsável, mas por ser muito distraída, às vezes tem dificuldade em se concentrar na tarefa manuais. Muito criativa e ágil, também usa óculos e, como Clark Kent, tem uma espécie de alter ego secreto de super-herói. Então, sempre que há um problema, ela coloca uma capa e, em sua mente ela se torna Super Trixie, sempre pronta para resolver um mistério e ajudar seus amigos. Ela acha que ninguém a reconhece, mas obviamente todo mundo sabe quem ela é.

### Abacaxi
Menina estrangeira de seis anos de idade. Ela é muito excêntrica e tem costumes que parecem estranhos para seus amigos, embora ela nunca perceba e os apresente como normais. Como ela não está muito familiarizada com os aspectos culturais dos seus amiguinhos, às vezes Abacaxi comete erros engraçados. No entanto, ela é muito autoconfiante, e não leva seus erros a sério - e até mesmo faz piadas sobre eles. A abacaxi adora ensinar aos outros sobre sua própria cultura e aprender coisas novas. Ela é muito esperta e tem uma boneca chamada Marilyn que ela fez sozinha, com farrapos e botões.

### Mickey
Um microfone de seis anos muito extrovertido, que gosta de ser o centro das atenções. Ele canta e faz beatbox, inventando rimas engraçadas sobre seus amigos. Mickey gosta de passar dos limites e às vezes diz ou faz coisas engraçadas de propósito. Ele possui muita autoestima, mas no fundo é um pouco inseguro e usa sua personalidade bombástica como um mecanismo de defesa. Então, quando se trata de fazer coisas que estão fora de sua zona de conforto, é um pouco tímido e esquivo.

### Bombo
Menino de cinco anos sensível, empático e apreensivo, que desempenha o papel de um gigante gentil. Ele é tão grande e redondo que pode se mover como uma roda, enfiando seus braços e pernas dentro e rolando de um lado para o outro. Bombo é bondoso, tranquilo, descontraído e ama a natureza. Tem muita paciência, tomando seu tempo para fazer coisas do dia a dia, mas às vezes, é sensível demais, e fica sobrecarregado com pequenas coisas. Ele é muito amigo de Tambor, já que ambos gostam da companhia um do outro e fazem ritmos de percussão.

### Trompete
Um garoto muito hiperativo e barulhento de seis anos. Trompete é muito entusiasmado e determinado, muito semelhante a Viola em termos de determinação e níveis de energia. Eles são grandes amigos, mas têm personalidades distintas, às vezes gerando algum conflito, e mesmo que seja por um curto período de tempo, ambos se recusam a ceder. Ele é um pouco teimoso, mas muito sociável – e possui uma irmãzinha, a Trompetina.

### Teclado
Ótimo esportista de seis anos que possui uma certa dificuldade de ficar parado. Ele é muito charmoso, simpático e extremamente entusiasta. Teclado não consegue terminar de escutar uma ideia, o que às vezes lhe causa problemas. Ele também pode fazer sons típicos pré-gravados dos anos 1980.

## Episódios
A primeira temporada é composta por 52 episódios, cada um tem cinco minutos de duração.